# Лхоти у Потштејну
Лхоти у Потштејну (чеш. Lhoty u Potštejna) је насељено мјесто са административним статусом сеоске општине (чеш. obec) у округу Рихнов на Књежној, у Краловехрадечком крају, Чешка Република.

## Становништво
Према подацима о броју становника из 2014. године насеље је имало 302 становника.